# Molekylär maskin

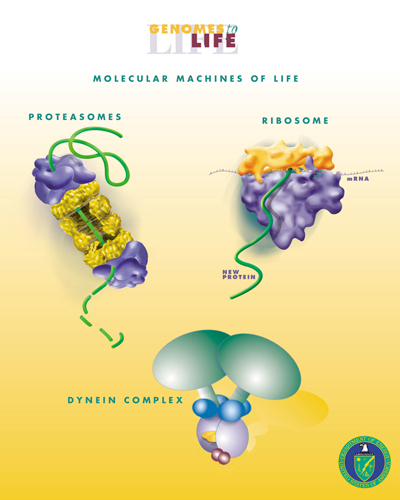
På bilden visas några biologiska molekylära maskiner.

En molekylär maskin eller nanomaskin, hänvisar till någon diskret antal molekylära komponenter som producerar kvasi-mekaniska rörelser (output) i ett svar på specifik stimuli (input). Uttrycket är ofta mer allmänt tillämpad på molekyler som helt enkelt imiterar funktioner som förekommer på den makroskopiska nivån. Termen är också vanlig inom nanoteknik, där ett antal mycket komplicerade molekylära maskiner har föreslagits, vars syfte och mål är att konstruera en "molecular assembler" (en apparat som först föreslogs av Erik Drexler). Molekylära maskiner kan delas in i två huvudkategorier; syntetiska och biologiska.
2016 års Nobelpris i Kemi tilldelades Jean-Pierre Sauvage, Sir J. Fraser Stoddart och Bernard L. Feringa, "för design och syntes av molekylära maskiner".